# Шуан'яшань
Шуан'яшань (кит. спр. 双鸭山市, піньїнь: Shuāngyāshān Shì) — місто-округ в східнокитайській провінції Хейлунцзян.

## Географія
Шуан'яшань розташовується на сході провінції.

### Клімат
Місто знаходиться у зоні, котра характеризується вологим континентальним кліматом з теплим літом. Найтепліший місяць — липень із середньою температурою 21.4 °C (70.5 °F). Найхолодніший місяць — січень, із середньою температурою -19.3 °С (-2.7 °F).
| Клімат Шуан'яшаня       | Клімат Шуан'яшаня | Клімат Шуан'яшаня | Клімат Шуан'яшаня | Клімат Шуан'яшаня | Клімат Шуан'яшаня | Клімат Шуан'яшаня | Клімат Шуан'яшаня | Клімат Шуан'яшаня | Клімат Шуан'яшаня | Клімат Шуан'яшаня | Клімат Шуан'яшаня | Клімат Шуан'яшаня | Клімат Шуан'яшаня |
| Показник                | Січ.              | Лют.              | Бер.              | Квіт.             | Трав.             | Черв.             | Лип.              | Серп.             | Вер.              | Жовт.             | Лист.             | Груд.             | Рік               |
| Середня температура, °C | −19,3             | −15,5             | −6                | 5                 | 12,5              | 18,1              | 21,4              | 19,9              | 13,4              | 4,6               | −7                | −16,5             | 2,6               |
| Норма опадів, мм        | 3.6               | 5.3               | 8.7               | 23.3              | 50                | 85.9              | 121.4             | 133.3             | 62.4              | 31.9              | 11.5              | 6.9               | 544.2             |
| Днів з опадами          | 6,1               | 5,4               | 6,1               | 8                 | 12,7              | 15                | 14,8              | 15,1              | 12,3              | 8,9               | 6,3               | 7                 | 117,7             |
| Вологість повітря, %    | 69.6              | 68.8              | 62.7              | 54.8              | 56.6              | 69.8              | 77.3              | 78.6              | 73                | 63.3              | 67.7              | 74.3              | 68                |
| ----------------------- | ----------------- | ----------------- | ----------------- | ----------------- | ----------------- | ----------------- | ----------------- | ----------------- | ----------------- | ----------------- | ----------------- | ----------------- | ----------------- |
| Джерело: Weatherbase    |                   |                   |                   |                   |                   |                   |                   |                   |                   |                   |                   |                   |                   |

## Адміністративний поділ
Міський округ поділяється на 4 райони та 4 повіти:
| Карта                                                                      | Карта     | Карта    | Карта            |
| -------------------------------------------------------------------------- | --------- | -------- | ---------------- |
| Цзісянь ① ② ③ ④ Юї Баоцін Жаохе ① Цзяньшань ② Сифантай ③ Ліньдун ④ Баошань |           |          |                  |
| Статус                                                                     | Назва     | Оригінал | Населення (2020) |
| Район                                                                      | Баошань   | 宝山区   | 72 475           |
| Район                                                                      | Ліньдун   | 岭东区   | 27 498           |
| Район                                                                      | Сифантай  | 四方台区 | 39 550           |
| Район                                                                      | Цзяньшань | 尖山区   | 262 359          |
| Повіт                                                                      | Баоцін    | 宝清县   | 331 377          |
| Повіт                                                                      | Жаохе     | 饶河县   | 130 519          |
| Повіт                                                                      | Цзісянь   | 集贤县   | 243 945          |
| Повіт                                                                      | Юї        | 友谊县   | 101 080          |